# From Nothin’ to Somethin’
From Nothin’ to Somethin’ – czwarty album studyjny rapera Fabolousa wydany 12 czerwca 2007. Na albumie zagościły znane osobistości ostatnich lat, takie jak Ne-Yo, Young Jeezy, T-Pain czy Rihanna. Jest to jedyny album tego rapera, który zajął #1 miejsce na liście billboard oraz z którego wydano najwięcej singli czyli 5 (6).
Płyta zadebiutowała na 2. miejscu listy Billboard 200 i na 1. miejscu Top R&B/Hip-Hop Albums i Top Rap Albums charts, sprzedając się w nakładzie 159 000 kopii w pierwszym tygodniu i 500 000 na całym świecie. Otrzymała status złotej płyty z liczbą sprzedanych egzemplarzy 542 tys.
Wytwórnia Def Jam przekładała datę premiery pięć razy – pierwotnie zapowiedziana była na 19 września, następnie 27 lutego, 23 marca, 17 kwietnia, później 18 maja i ostatecznie odbyła się 12 czerwca.
Magazyn XXL określił album From Nothin’ to Somethin’ jako ósmy najbardziej oczekiwany album 2007 roku.

## Lista utworów
1. From Nothin’ to Somethin’ (Intro)
2. Yep, I’m Back
3. Change Up
4. Baby, Don't Go
5. Make Me Better
6. Return of the Hustle
7. Gangsta Don't Play
8. Real Playa Like
9. First Time
10. Diamonds
11. Brooklyn
12. I’m The Man
13. Joke's on You
14. What Should I Do
15. This Is Family

### Single
1. Diamonds – 3 kwietnia 2007
2. Make Me Better – 9 czerwca 2007
3. Baby Don’t Go – sierpień 2007
4. Gangsta Don't Play – grudzień 2007
5. First Time – 2008
6. I’m the Man – 2008

## Niewydane utwory
- „Hustler’s Poster Child” (featuring Cassidy) (produkcja Neo Da Matrix)
- „So Fabolous” (produkcja J.R. Rotem)
- „Back to School” (produkcja Just Blaze)
- „Bossed Up"
- „Foggin' Up the Windows” (featuring R. Kelly) (produkcja The Runners)
- „Let's Make Love” (featuring Keyshia Cole) (produkcja Kanye West)

## Pozycje na listach
| Lista (2007)                     | Najwyższa pozycja |
| -------------------------------- | ----------------- |
| Billboard 200                    | 2                 |
| Billboard Top R&B/Hip-Hop Albums | 1                 |
| Japońska lista Oricon            | 54                |